# Castilly
Castilly és un municipi francès situat al departament de Calvados i a la regió de Normandia. L'any 2007 tenia 268 habitants.

## Demografia

### Població
El 2007 la població de fet de Castilly era de 268 persones. Hi havia 110 famílies de les quals 32 eren unipersonals (12 homes vivint sols i 20 dones vivint soles), 33 parelles sense fills, 37 parelles amb fills i 8 famílies monoparentals amb fills.
La població ha evolucionat segons el següent gràfic:
Habitants censats

### Habitatges
El 2007 hi havia 162 habitatges, 116 eren l'habitatge principal de la família, 42 eren segones residències i 4 estaven desocupats. Tots els 161 habitatges eren cases. Dels 116 habitatges principals, 92 estaven ocupats pels seus propietaris, 18 estaven llogats i ocupats pels llogaters i 6 estaven cedits a títol gratuït; 9 tenien dues cambres, 22 en tenien tres, 31 en tenien quatre i 54 en tenien cinc o més. 79 habitatges disposaven pel capbaix d'una plaça de pàrquing. A 55 habitatges hi havia un automòbil i a 45 n'hi havia dos o més.

### Piràmide de població
La piràmide de població per edats i sexe el 2009 era:
| Homes | Edats   | Dones |
| ----- | ------- | ----- |
| 0     | 95 o +  | 0     |
| 0     | 90 a 94 | 0     |
| 0     | 85 a 89 | 4     |
| 4     | 80 a 84 | 0     |
| 4     | 75 a 79 | 12    |
| 0     | 70 a 74 | 0     |
| 8     | 65 a 69 | 12    |
| 16    | 60 a 64 | 4     |
| 8     | 55 a 59 | 16    |
| 16    | 50 a 54 | 16    |
| 4     | 45 a 49 | 0     |
| 8     | 40 a 44 | 0     |
| 16    | 35 a 39 | 4     |
| 8     | 30 a 34 | 16    |
| 4     | 25 a 29 | 12    |
| 0     | 20 a 24 | 0     |
| 8     | 15 a 19 | 0     |
| 0     | 10 a 14 | 8     |
| 4     | 5 a 9   | 12    |
| 4     | 0 a 4   | 8     |

## Economia
El 2007 la població en edat de treballar era de 169 persones, 120 eren actives i 49 eren inactives. De les 120 persones actives 112 estaven ocupades (61 homes i 51 dones) i 8 estaven aturades (4 homes i 4 dones). De les 49 persones inactives 23 estaven jubilades, 8 estaven estudiant i 18 estaven classificades com a «altres inactius».

### Ingressos
El 2009 a Castilly hi havia 113 unitats fiscals que integraven 274 persones, la mediana anual d'ingressos fiscals per persona era de 14.294 €.

### Activitats econòmiques
L'únic establiment que hi havia el 2007 era d'una empresa de construcció.
L'any 2000 a Castilly hi havia 27 explotacions agrícoles que ocupaven un total de 1.638 hectàrees.

## Poblacions més properes
El següent diagrama mostra les poblacions més properes.